# Elliot Welles
Elliot Welles (nome de nascimento Kurt Sauerquell ; 18 de setembro de 1927 - 28 de novembro de 2006) foi um sobrevivente do Holocausto que por mais de duas décadas até sua aposentadoria em 2003, dirigiu a força-tarefa da Liga Antidifamação B'nai B'rith contra nazistas criminosos de guerra . Welles foi um sobrevivente do gueto de Riga e do campo de concentração de Stutthof na Polônia ocupada pelos alemães.
Welles é conhecido em particular por seu trabalho no caso de Boļeslavs Maikovskis, acusado de ordenar as prisões que levaram à execução em massa de 200 aldeões letões durante a guerra. Natural da Letônia, Maikovskis foi condenado à morte in absentia por um tribunal soviético em 1965. Ele continuou a viver tranquilamente em Mineola, Nova York, onde se estabeleceu após a guerra, antes de fugir para a Alemanha em 1987.
Por causa do trabalho incansável de Welles nesse caso, Maikovskis (então com 86 anos) foi levado a julgamento na Alemanha em 1990. O julgamento foi suspenso em 1994 por causa da saúde debilitada de Maikovskis. Maikovskis morreu dois anos depois.
Outro caso conhecido em que Welles auxiliou foi a extradição de Josef Schwammberger, comandante de um campo de trabalhos forçados nazista, da Argentina, onde vivia havia pelo menos 40 anos.